# Rock of Ages (album)
Albums de The Band
Cahoots
(1971) Moondog Matinee
(1973)
Rock of Ages est un album live de The Band sorti en 1972.

## Titres
Toutes les chansons sont écrites et composées par Robbie Robertson sauf indicateur contraire.
| 1. | Introduction par Robertson     |                                                 |             | 1:22 |
| 2. | Don't Do It                    | Brian Holland, Lamont Dozier, Eddie Holland Jr. | 29 décembre | 5:00 |
| 3. | King Harvest (Has Surely Come) |                                                 | 31 décembre | 4:04 |
| 4. | Caledonia Mission              |                                                 | 30 décembre | 3:38 |
| 5. | Get Up Jake                    |                                                 | 30 décembre | 3:33 |
| 6. | The W.S. Walcott Medicine Show |                                                 | 31 décembre | 3:54 |

| 1. | Stage Fright                        |                       | 31 décembre | 4:38 |
| 2. | The Night They Drove Old Dixie Down |                       | 29 décembre | 4:34 |
| 3. | Across the Great Divide             |                       | 30 décembre | 3:59 |
| 4. | This Wheel's on Fire                | Rick Danko, Bob Dylan | 29 décembre | 4:07 |
| 5. | Rag Mama Rag                        |                       | 31 décembre | 4:33 |

| 1. | The Weight             |                                          | 30 décembre | 5:32 |
| 2. | The Shape I'm In       |                                          | 31 décembre | 4:14 |
| 3. | The Unfaithful Servant |                                          | 31 décembre | 4:48 |
| 4. | Life Is a Carnival     | Levon Helm, Robbie Robertson, Rick Danko | 30 décembre | 4:17 |

| 1. | The Genetic Method                               | Garth Hudson | 31 décembre | 7:48 |
| 2. | Chest Fever                                      |              | 28 décembre | 5:24 |
| 3. | (I Don't Want to) Hang Up My Rock and Roll Shoes | Chuck Willis | 29 décembre | 4:20 |

### 2000 Disque Bonus (Réédition)
| No  | Titre                           | Auteur                       | Date d’enregistrement | Durée |
| --- | ------------------------------- | ---------------------------- | --------------------- | ----- |
| 1.  | Loving You Is Sweeter Than Ever | Stevie Wonder, Ivy Jo Hunter | 29 décembre           | 3:28  |
| 2.  | I Shall Be Released             | Dylan                        | 30 décembre           | 4:03  |
| 3.  | Up on Cripple Creek             |                              | 30 décembre           | 4:38  |
| 4.  | The Rumor                       |                              | 30 décembre           | 5:02  |
| 5.  | Rockin' Chair                   |                              | 29 décembre           | 4:06  |
| 6.  | Time to Kill                    |                              | 28 décembre           | 4:07  |
| 7.  | Down in the Flood               | Dylan                        | 31 décembre           | 5:25  |
| 8.  | When I Paint My Masterpiece     | Dylan                        | 31 décembre           | 4:17  |
| 9.  | Don't Ya Tell Henry             |                              | 31 décembre           | 4:38  |
| 10. | Like A Rolling Stone            | Dylan                        | 31 décembre           | 5:24  |

### Live à l'Académie en 1971
| 1.  | The W.S. Walcott Medicine Show      |                                                 | 31 décembre | 3:50 |
| 2.  | The Shape I'm In                    |                                                 | 31 décembre | 3:49 |
| 3.  | Caledonia Mission                   |                                                 | 30 décembre | 3:20 |
| 4.  | Don't Do It                         | Brian Holland, Lamont Dozier, Eddie Holland Jr. | 29 décembre | 4:28 |
| 5.  | Stage Fright                        |                                                 | 31 décembre | 4:22 |
| 6.  | I Shall Be Released                 | Bob Dylan                                       | 30 décembre | 4:01 |
| 7.  | Up on Cripple Creek                 |                                                 | 30 décembre | 4:40 |
| 8.  | This Wheel's on Fire                | Rick Danko, Bob Dylan                           | 29 décembre | 3:48 |
| 9.  | Strawberry Wine                     |                                                 | 28 décembre | 3:31 |
| 10. | King Harvest (Has Surely Come)      |                                                 | 31 décembre | 3:58 |
| 11. | Time to Kill                        |                                                 | 28 décembre | 4:09 |
| 12. | The Night They Drove Old Dixie Down |                                                 | 29 décembre | 4:41 |
| 13. | Across the Great Divide             |                                                 | 30 décembre | 3:28 |

| 1.  | Life Is a Carnival                               | Levon Helm, Robbie Robertson, Rick Danko | 30 décembre | 4:04 |
| 2.  | Get Up Jake                                      |                                          | 30 décembre | 3:17 |
| 3.  | Rag Mama Rag                                     |                                          | 31 décembre | 4:04 |
| 4.  | The Unfaithful Servant                           |                                          | 31 décembre |      |
| 5.  | The Weight                                       |                                          | 30 décembre | 5:16 |
| 6.  | Rockin' Chair                                    |                                          | 29 décembre | 4:04 |
| 7.  | Smoke Signal                                     |                                          | 28 décembre | 5:20 |
| 8.  | The Rumor                                        |                                          | 30 décembre | 5:04 |
| 9.  | The Genetic Method                               | Garth Hudson                             | 31 décembre | 7:31 |
| 10. | Chest Fever                                      |                                          | 28 décembre | 5:08 |
| 11. | (I Don't Want to) Hang Up My Rock and Roll Shoes | Chuck Willis                             | 29 décembre | 4:36 |
| 12. | Loving You Is Sweeter Than Ever                  | Stevie Wonder, Ivy Jo Hunter             | 29 décembre | 3:31 |
| 13. | Down in the Flood                                | Dylan                                    | 31 décembre | 5:11 |
| 14. | When I Paint My Masterpiece                      | Dylan                                    | 31 décembre | 4:57 |
| 15. | Don't Ya Tell Henry                              | Dylan                                    | 31 décembre | 3:55 |
| 16. | Like A Rolling Stone                             | Dylan                                    | 31 décembre | 5:26 |

## Musiciens

### The Band
- Rick Danko – guitare basse, chant
- Levon Helm – batterie, mandoline, chant
- Garth Hudson – orgue, piano, saxophone
- Richard Manuel – piano, batterie, orgue, guitare, chant
- Robbie Robertson – guitare, piano